# Белокуракинский район
Белокура́кинский райо́н (укр. Білокура́кинський райо́н) — де-юре упразднённая административная единица Луганской области Украины, существовавшая с 12 апреля 1923 года по 17 июля 2020 года. Де-факто с марта 2022 года в ходе российской оккупации и аннексии в сентябре того же года район был восстановлен как административная единица России.
Административный центр — пгт Белокуракино.
Расстояние от административного центра до Луганска — 130 км.
Площадь — 1400 км².

## Физико-географическая характеристика

### Географическое положение
Белокуракинский район находится на севере Луганской области и граничит с Белгородской областью России, на востоке с Новопсковским, на юго-западе — Сватовским, на западе — Троицким, на юге — Старобельским районами Луганской области.
Районный центр — пгт. Белокуракино, который соединён с областным центром железнодорожными и шоссейными дорогами. Расстояние составляет соответственно 151 и 128 км.

### Гидрография

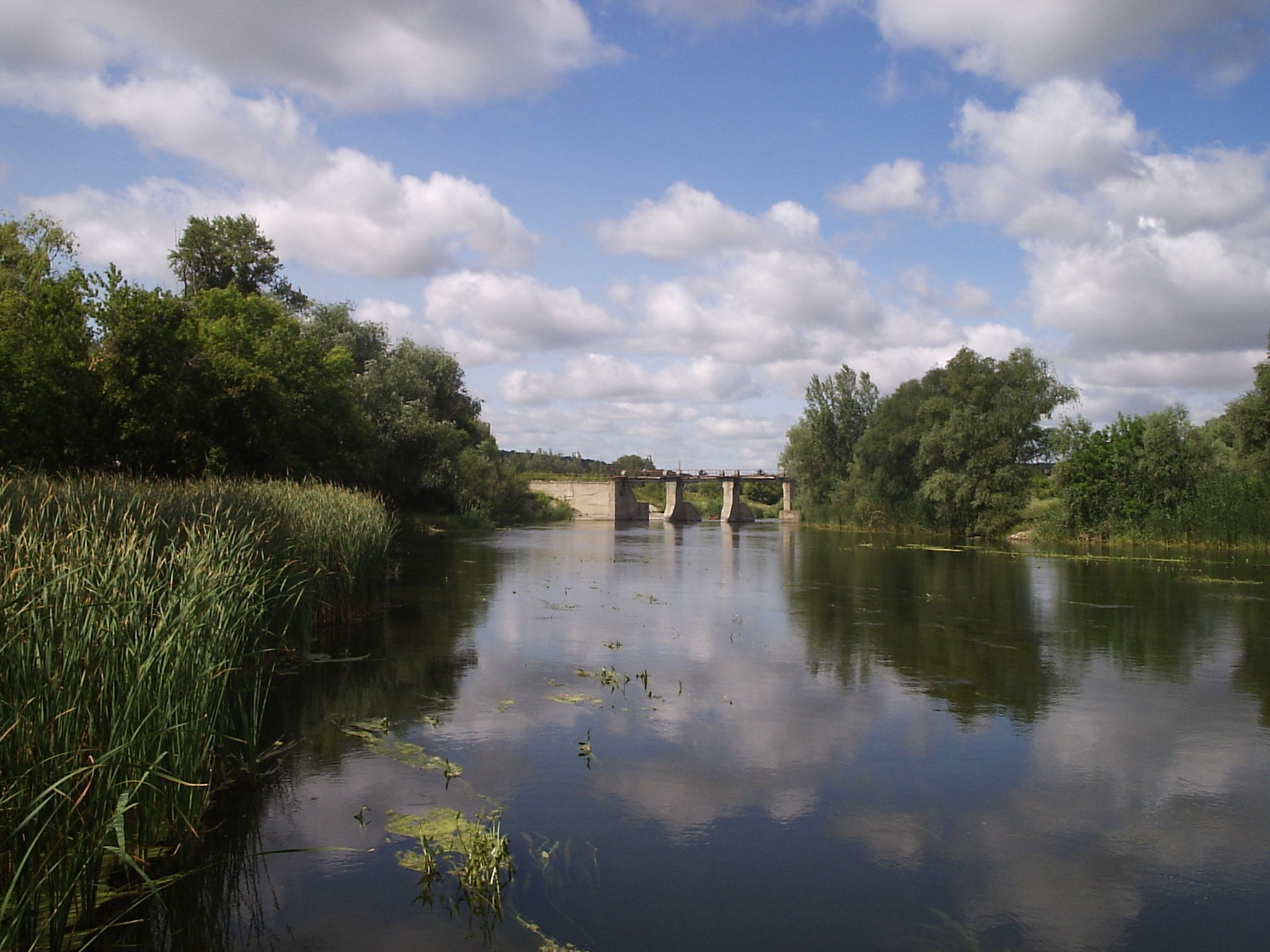
Река Айдар

Территория района представляет собой водосборный бассейн левых притоков Северского Донца (приток Дона): Айдара, Боровой, Красной. На территории района протекают 6 рек:
- Белая, правый приток Айдара — 46,5 км. Истоки в Белом яру вблизи села Хоменково первое. Течёт с севера на юг через населённые пункты: Хоменково первое, Курячевка, Павловка, Белокуракино, Лубянка, заиковка, Алексеевка, Нещеретово. На реке сооружён самый большой водоём района-Белокуракинский стал.
- Лозная, правый приток Айдара — 18 км. Течёт на севере района с запада на восток через населённые пункты: Лозно-Александровка, Олексапиль, Петровка.
- Айдар — 4 км. Течёт на севере района на границе с Российской Федерацией.
- Козинка, левый приток белой — 11,6 км. Берёт начало с самсоновского пруда. Течёт в целом с севера на юг через населённые пункты: Лизино, Шапаровка, Целуйково, Паньковка.
- Козинка, правый приток белой — 17,8 км. Течёт всего с запада на восток через населённые пункты: Грицаевка, Бунчуковка, Лубянка. На реке сооружены Бунчуковские пруды.
- Боровая, левый приток Северского Донца — 1,4 км. Течёт на юге района с северо-востока на юго-запад через населённые пункты: Шелкуновка, Демьяновка, Конопляновка.
- Нагольный, левый приток Красной — 7 км. Течёт с юго-востока на северо-запад на западе района через Плахо-Петровку.

Средний годовой сток бассейнов рек Белая, Боровая и Нагольная составляет менее 2 л/с•км²; на северо — востоке, в бассейне рек Лозна и Айдар-более 2 л/с•км². Поверхностный сток рек в среднем составляет 45 мм, подземный сток — 12 мм. Густота речной сети на просторах Белокуракинского района не превышает 0,2 км/км². Наклон падения рек лежит в пределах 1-5 м/км и лишь в верховьях Боровой, Нагольной и Белой он превышает показатель 5 м / км. Глубина долин рек — 30-40 м базис эрозии — 60-30 м. Долина реки Лозна на плато имеет глубины более 100 м и глубину местного базиса эрозии 200—100 м. Среднее число дней в году с ледовыми образованиями на водоёмах — 130. весеннее зачеркивание рек начинается во 2-й декаде марта.
Построено 18 прудов, общей площадью водяного зеркала 280 га.

### Климат
В климатическом отношении ландшафт Белокуракинского района отличается наибольшей континентальностью в пределах Луганской области, минимальным для территории области количеством осадков (400—490 мм), большей амплитудой среднегодовых температур:
- среднегодовая — (+) 7°-8°С),
- летняя — (+) 21°-22°С.
- зимняя — (-) 8°С.

В формировании климата Белокуракинского района принимают участие несколько типов воздушных масс. В целом преобладают умеренные воздушные массы. Континентальный умеренный воздух зимой обуславливает в районе ясную морозную погоду, а летом — осадки. Морской умеренный воздух западными ветрами и циклонами из Атлантического океана переносится на территорию Белокуракинского района, принося зимой оттепель, а летом — прохладную и облачную погоду. Арктический воздух на территории района отмечается в зимний (февраль), весенний (май) и летне-осенний периоды (август-сентябрь) и вызывает резкие зимние похолодания и снижения температуры летом.

### Растительность
Значительная нарушенность природных луговых степей в результате хозяйственной деятельности человека. Разнотравно-типчаково-ковыльные степи сохранены лишь на участках, непригодных для сельскохозяйственного освоения. Байрачные и пойменные леса присутствуют в балках и долинах рек.
Белокуракинский район имеет значительные запасы лекарственного растительного сырья: дуба обыкновенного (Quercus robur), боярышника (Crataegus), крушины слабительного (Rhamnus cathartica), двудомной крапивы (Urtica dioica), хмеля обыкновенного (Humulus lupulus), душицы обыкновенной (Origanum vulgare), мать-и-мачехи (Tussilago farfara), пустырник пятилопастный (Leonurus villosus), цмина песочного (Helichrysum Arenarium) и тимьяна (Thymus).

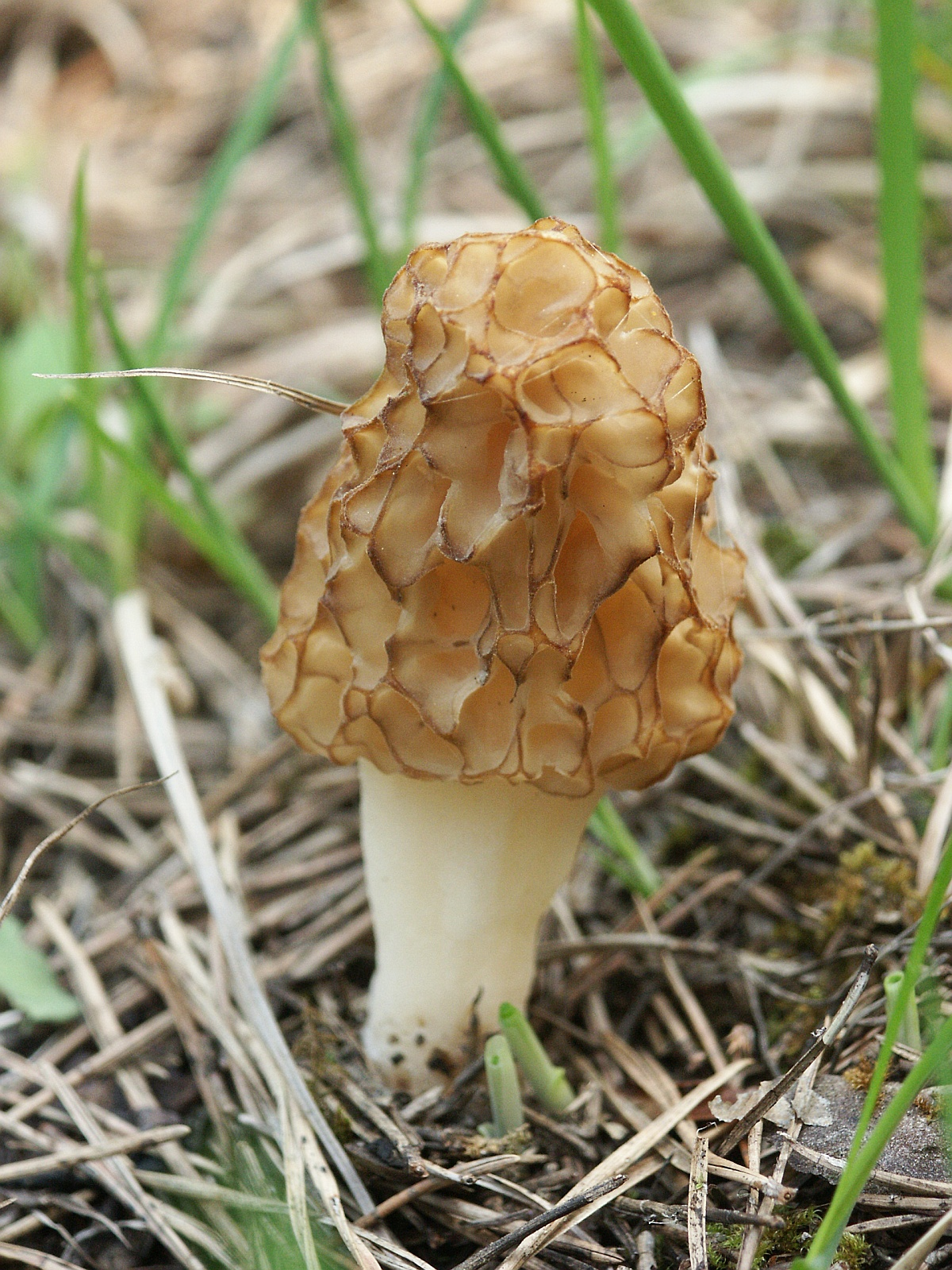
Морщин съедобный

Из съедобных грибов наиболее распространены маслята обыкновенные (Boletus luteus) в сосновых насаждениях, опята настоящие (Armillaria mellea) и зеленушки (Tricholoma flavovirens) в байрачных лесах. На подсолнечных полях весной попадается сморчок съедобный (Morchella esculenta).
На территории района встречаются растения, занесенные в Красную книгу Украины:
- Иссоп меловой (Hyssopus cretaceus);
- Оносма донская (Onosma tanaitica);
- Тонконог Талиева (Koeleria talievii);
- Ковыль-волосатик (Stipa capillata), узколистная (Stipa tirsa), днепровская (Stipa borysthenica) и др;
- Льнянка меловая (Linaria cretacea);
- Пырей ковылелистный (Elytrigia stipifolia);
- Пион узколистный (Paeonia tenuifolia);
- Полынь беловойлочная (Artemisia hololeuca);
- Норичник меловой (Scrophularia cretacea);
- Рябчик шахматовидный (Fritillaria meleagroid) и русский (Fritillaria ruthenica);
- Птицемлечник Буше (Ornithogalum boucheanum);
- Смолёвка меловая (Silene cretacea);
- Прострел луговой (Pulsatilla pratensis);
- Тюльпан Биберштейна (Tulipa quercetorum);
- Шафран сетчатый (Crocus reticulatus);
- Шлемник приземистый (Scutellaria creticola) и др.

### Природные ресурсы
Район расположен на возвышенной, сильнорасчленённой части Старобельской равнины, которая находится в пределах южных отрогов Среднерусской возвышенности. Для него характерны аллювиальные образования речных долин, которые залегают непосредственно на коренных и палеоген-неогеновых карбонатных породах (известняках), которые чередуются с песчаниками, глинами и песками; равнинный рельеф, представляющий собой волновую возвышенную равнину с общим наклоном на юг; интенсивное расчленение поверхности балочной сетью с глубиной эрозийных размывов от 50 до 180 м; преобладание в грунтовом покрове чернозема обычных среднегумусных и их карбонатных и щелочных разновидностей разной степени эродированости.
В районе расположено 5 месторождений. К ним относятся: Лубянское месторождение кварцитов в с. Лубянка, Белокуракинское месторождение глин, которое находится на расстоянии 1,5 км к юго-востоку от пгт.Белокуракино, Чумбурское месторождение глин на околице с. Заиковка, Белокуракинское месторождение песков на левом склоне г. Белой в границах пгт. Белокуракино и Шовкуновское месторождение песка вблизи с. Шовкуновка.

### Экологические проблемы
Районный центр подвергается ежегодному подтапливанию грунтовыми водами, в результате того, что каналы-осушители, по которым вода должна уходить в р. Белую, со временем поросли травой, их завалило землёй и мусором.
Также в 2006 году от общественной организации «Зелёный лес» поступали сигналы о масштабной вырубке дуба ценных буерачных лесов в районе села Приходьковка. По данным организации, исчезло около 3-х гектаров леса. Экологи утверждали, что под топор был отправлен ценный здоровый лес: дубы до полуметра в диаметре, на которых не было соответствующей маркировки. Брёвна там же пережигались в уголь.

## История
Заселение современной территории Белокуракинского района началось около 40 тысяч лет назад.
Здесь проходил Валуйский путь, которым в течение веков мигрировали разные племена и народы из Европы в Азию.

### Период Российской империи
Первые официальные сообщения о Белокуракинском крае датируются серединой XVIII века, а именно «1750 г. Белокуракино при реке Белой Старобельского уезда».

Князь Б. И. Куракин

Наиболее достоверная информация о возникновении посёлка Белокуракино отражена в архивах князей Куракиных, а именно: «в 1700 году Петр І, возвращаясь из второго Азовского похода в сопровождении своего свояка, князя Бориса Ивановича Куракина (1676—1727), остановился в живописной местности, которая раскинулась вдоль реки с меловым дном. Красивая местность понравилась Куракину, и Пётр І отдал её князю, предоставив право последнему определить границы владения» (Россия. Полное географическое описание нашего отечества, т. VII, стр. 263).

Фрагмент конверта «300 років селищу Білокуракине», худ. С. Подопригорина, "Издательство «Марка Украины», 2000 г.

В этом же году Куракин основал небольшое село, которое получило название от названия реки и фамилии князя. Однако дарованная князю Куракину земля оказалась значительной своей частью принадлежащей по наследственным документам Тарабановой и Тевяшеву. С последними князь вошёл в сделку, а имением Тарабановой завладел силой.
На месте Тарабановки, расположенной в 7 верстах от Белокуракино вверх по р. Белой, в прежнее время был Черкасский городок с церковью, но впоследствии большая часть жителей выселилась из него в Воронежскую губернию, но поселение осталось слободой Тарабановка, её переименовали в слободу Павловка.
Но освоение новых владений мало тревожило князя. Более энергично взялся за это дело его сын Александр (1697—1749), который переселил сюда крестьян из Черниговской, Киевской и Воронежской губерний. Первые поселенцы этого края вели своё хозяйство примитивно. Преобладало переложное земледелие, скотоводство и птицеводство, а также кустарные промыслы: изготовляли бочарные изделия, свечи, мыло. Женщины ткали полотно и сукна. Но в то время из-за плохих условий жизни, систематического недоедания, непосильного труда, люди не доживали и до среднего возраста. Часто вспыхивали эпидемии холеры, цинги, оспы, во время которых умирали много людей. Будучи беспомощными перед силами природы и болезнями, крестьяне всю надежду возлагали на Бога, потому в этом крае интенсивно велось строительство церквей и храмов.
Заботы князя Александра Борисовича Куракина о заселении белокуракинских земель продолжались до его назначения послом в Париж, где он сильно расстроил своё состояние и вынужден был заложить свою обширную белокуракнскую землю, со всеми угодьями и пострелами.
Правнук Бориса Ивановича Куракина — Александр Борисович Куракин (1752—1818), в своем обширном имении постоянного жилица не имел, но ежегодно приезжал сюда на месяц и более «погулять-повеселиться». Веселье князя сводилось к шумным кутежам и разнообразным оргиям, их действующими лицами были местная крестьянская молодёжь.

В 1804 году помещичьи крестьяне Белокуракинской волости выкупили у князя Куракина около 60 тысяч десятин земли и «волю», что дало им возможность значительно улучшить свои условия жизни. На тот момент свободные хлеборобы прежних куракинских вотчин считались наиболее зажиточными и образованными в Харьковской губернии, в состав которой входило село в XIX веке. В начале XX века нужда многих обитателей региона, затруднение, бедность и безземелье, вынуждали искать заработков на предприятиях Донбасса, а также на Донщине и Воронежчине.

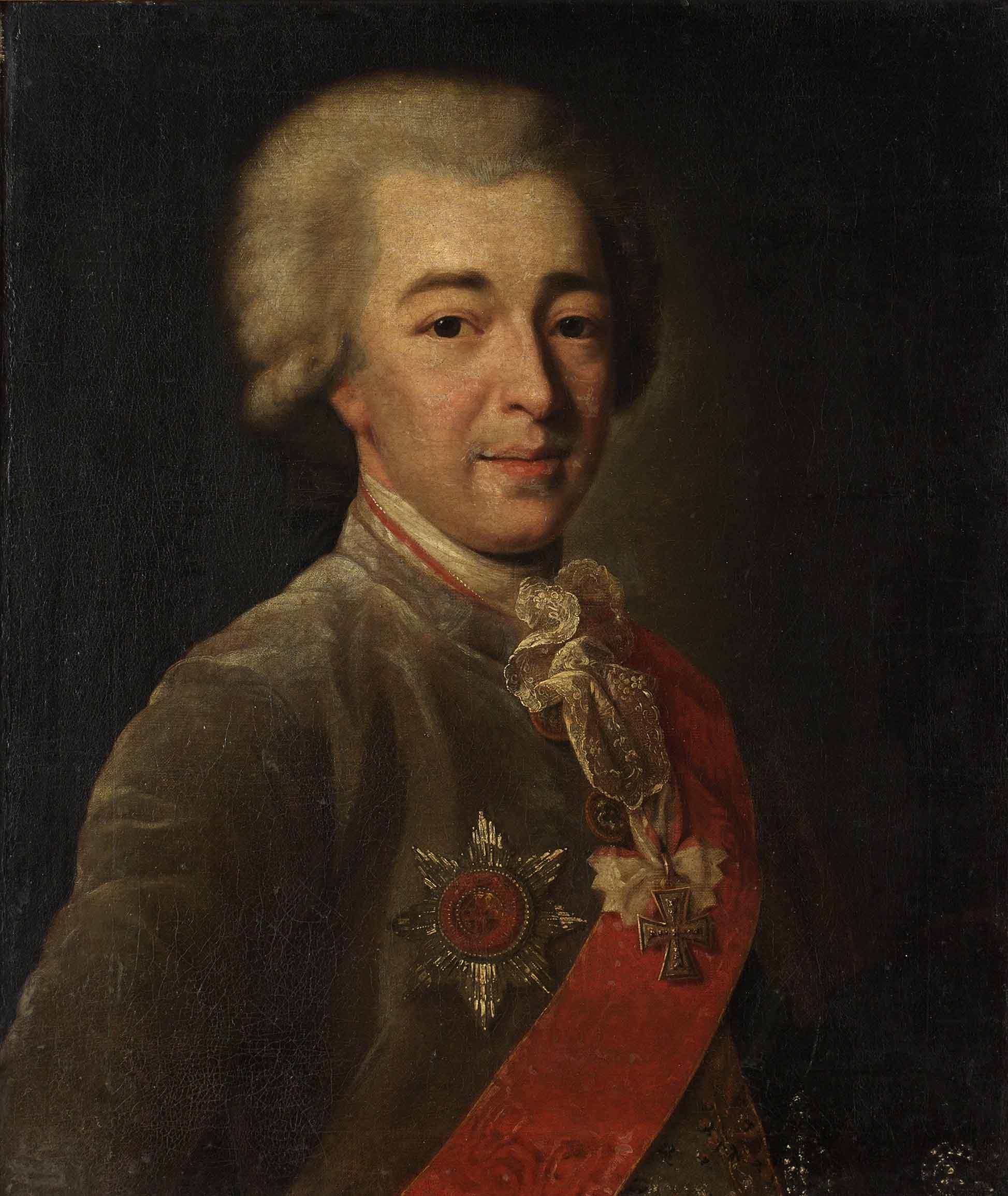
Князь А. Б. Куракин (1752—1818)

Административно-территориальные пределы и статус Белокуракинского района со времен его заселения изменялись несколько раз. В период заселения куракинские имения входили в состав Острожского Казачьего слободского полка Воронежской губернии. На конец XVIII века село Белокуракино стало волостным центром Старобельского уезда Слободско-украинской губернии, а в канун Первой мировой войны — волостным центром Старобельского уезда Харьковской губернии. К этому периоду относится статья о Белокуракино в «Энциклопедии Брокгауза Ф. А. и Ефрона И. А.» (1890—1916 гг.). В ней в частности говорится — число жителей 5503 души обоего пола; 848 дворов, православная церковь, сельское училище, постоялый двор, 9 лавок, еженедельные базары и ярмарки.

### Советский период
После того, как на Украине было введено новое административное деление — округа, 12 апреля 1923 года был впервые образован Белокуракинский район, который входил в состав Старобельского округа Донецкой губернии. В июне 1930 года вместо округов в Донбассе создается 17 районов, а через два года, 2 июля 1932 года, была образована Донецкая область, в состав которой вошли 17 промышленных и 18 сельских районов. Донецкая область включала тогда территорию современных Донецкой и Луганской областей.
Однако не прошло и четырёх лет, как в июне 1938 года Донецкую область разделяют на две — Сталинскую и Ворошиловградскую. С 1938 года Белокуракино стало районным центром новообразованной Ворошиловградской области. В этот период население с. Белокуракино составляло 5095 человек.
Для нормального развития села большое значение имело окончание в 1937 году строительства железнодорожной магистрали Москва-Донбасс, которая проходила через Белокуракино. Установление железнодорожного сообщения содействовало развитию экономики села. В 1939 году на станции Белокуракино было закончено строительство хлебоприёмочного пункта.
В 1954 году Белокуракино был предоставлен статус посёлка городского типа. Численность населения на 1959 г. составляла 5,6 тыс. чел. Имелись кирпичный завод, птице-инкубаторная станция, РТС, средняя, восьмилетняя, 4 начальных школы, школа сельской молодёжи, Дом культуры, библиотека.
В современных пределах Белокуракинский район был образован в 1965 году.
На 1969 год численность населения составляла уже 6,7 тыс. чел. Работал молочный завод.

### Коллективизация
На средину 1931 года коллективизировано было до 85 % крестьянских хозяйств. Обеспеченность колхозов продуктами была недостаточной. 10 % колхозников совершенно не имели хлеба (Белокуракино). Имелось ряд случаев насильственного вовлечения в колхоз, в случае отказа идти в колхоз подводили под категорию кулака и, отбирая все имущество, раскулачивали, затем вывозили в овраги, так называемые «Ярки», некоторых отправляли в ссылку. Несмотря на то, что полагалось раскулачивать только зажиточных крестьян, систематическими были случаи раскулачивания середняков и даже бедняков. Объясняется это тем, что запланировано было даже количество раскулаченных и от сельского руководства «требовали процента кулаков».
Раскулаченные находились в совершенно безвыходном положении. Имущество, сельскохозяйственный инвентарь у них был отобран, земли не было дано, жили в землянках с семьями. Часто существовали за счёт нищенства и занимались бродяжничеством. На работу их не посылали. Для того, чтобы сходить в деревню, они должны были получить пропуск у коменданта «Ярка».
Люди, обреченные на голод, вынуждены были искать выход в бандитизме и прочем. Положение было напряжённое, например, в с. Белокуракино после 10—11 часов вечера на улице патрулировал милиционер и проверял проходящих. Отдельные случайные выстрелы ставили милицию в боевое положение.

### Голод 1932—1933 гг.
По выводам исследователя Светланы Казаковой, в результате голода за 8 месяцев 1932—1933 годов население Луганщины сократилось на 20—25 %.
Из докладной записки Новопсковского райкома партии Донецкому обкому КП(б)У от 16 марта 1933 следует, что были установлены факты голодания, опухания и смертности от голода по следующим сельсоветам: Шапарск, Лизино, Целуйково, Лубянка, Булавиновка, Заводянка, Рибъянцево, Конопляновка, Паньковка, 2-я Белокуракино, Макортетино, Заиковка, Каравано-Солодкий, Ново-Росошь, Писаревка, и Курячевка — в одних сёлах в меньших размерах, в других в больших. Голодомором наиболее поражены были сёла Шапарское, Лизино, Целуйково.
Нельзя сказать, что 1932 год был неурожайным. Хлеб в колхозах был, но большинству он был недоступен — получали его (и то в минимальном количестве) только работники колхозов. Тех же, кто пытался украсть с колхозных запасов зерно, — судили, отправляли в ссылку.
Сельсоветами были введены «комсомольские активы», перед которыми стояла задача находить «излишки» хлеба. Дома тех, кто был заподозрен в утаивании урожая, тщательно обыскивались. Искали везде — на чердаках, в печах; стены ломали, долбали землю в комнатах.
В селе 2-й Белокуракино умерло за январь, февраль и половину марта 1933 года 94 человек. Голодные колхозники и единоличники употребляли в пищу павших лошадей, кошек, собак, старую кожу. Имелись случаи каннибализма.
В с. Курячевка с 1 по 16 марта 1933 года от голода умерло 12 человек. В с. Лизино с 22 февраля по 10 марта 1933 г. умерло 63 человека. В с. Паньковка за 1932—1933 год умерли около 300 человек, а дворов на тот момент в селе имелось всего 120.
Умирали не только от голода, но и от употребления пищи разных суррогатов, отходов, пищи, которая имела большой процент засоренности семенами разных трав, а также от простуды. Умирали в большинстве «старики 50 лет и выше, дети, в меньшей степени подростки и средних лет». Часто вымирали целыми семьями. Тела умерших лежали «по улице», под заборами. Их собирали и вывозили. Чаще хоронили в общих могилах; часто по 20—30 тел.

### Немецкая оккупация (1942—1943)
Мирную жизнь жителей Белокуракино прервало нападение нацистской Германии.
В результате наступления подразделений немецкой группы армий «Юг» командующий Юго-Западным фронтом в ночь на 7 июля 1942 года приказал начать отвод войск 38-й армии на тыловой оборонительный рубеж фронта «Нагольная — Ровеньки — Курячёвка — Белокуракино». Сутки спустя после получения приказа об отходе войск 38-й армии она была отведена на этот рубеж, который был занят батальонами 118-го укреплённого района; дивизиям 38-й армии предстояло уплотнить их оборону. Но 7 июля противник начал наступательную операцию «Клаузевиц». Над 300, 162, 242-й стрелковыми дивизиями и частями 118-го укреплённого района, оставленными для обороны рубежа «Нагольная — Белокуракино», нависла угроза окружения — их позиции были обращены на запад, а фашистские войска крупными силами приближались с севера. В результате командующий 38 армией принял решение на отвод войск, который и начался в 20 часов 9 июля.
Таким образом 9 июля 1942 года немецко-фашистские захватчики заняли Белокуракино. Почти 7 месяцев продолжалась фашистская оккупация.
Белокуракинский район был освобождён в ходе вспомогательного удара 6-й армии Юго-Западного фронта в Острогожско-Россошанской наступательной операции. 6 января 1943 года 6-й армии была поставлена задача к исходу 18 января выйти на рубеж «Шахово — Тиминово — Нагольная — Демьяновка — Грицаевка — Гайдуковка».
Вследствие задержки с сосредоточением войск Воронежского фронта и подвода необходимого количества боеприпасов и ГСМ начало наступления соединений 6-й армии Юго-Западного фронта было перенесено на 14 января.
Темп наступления частей армии был не очень высоким. Это объясняется тем, что, с одной стороны, противник оказывал упорное сопротивление, а с другой стороны, сказывались собственные недостатки: в стрелковых частях недостаточно была организована разведка и охранение, периодически отсутствовала связь с соседями, а также взаимная информация, имело место отставание артиллерии от боевых порядков пехоты, танковые части иногда теряли непосредственную связь с пехотой.

### Хроника освобождения
- 19 января 1943 года — 172 сд одним батальоном 537-го стрелкового полка (сп), 747-м сп, 115-й ТБР освободила Белокуракино, захватив два железнодорожных состава, склады и другие трофеи.
- 20 января 1943 года — 388-й сп 172 сд к утру овладел Приходьковкой, но был атакован противником из Белолуцка и потеснён к северной окраине Осиново 2-е.
- 21 января 1943 года — 172-я сд 388 сп овладела населёнными пунктами Просвирня, Приходьковка, батальоном 747-го сп овладела Демьяновкой, остальными силами закрепилась в районе Белокуракино. В течение дня противник дважды атаковал части дивизии с направления Павловка, контратаки были отбиты, противник отошёл в исходное положение.
- 22 января 1943 года — 1176-й сп 350-й сд овладел населёнными пунктами Лозное (Буряков), Березовка и подошёл к восточной окраине Лозно-Александровки. 172-я сд силою 388-го сп продолжала закрепляться на западной окраине Белокуракино, частью сил полк удерживал пункты Просвирня, Приходьковка и занял Статывчино (Стативки). 747-й сп одним батальоном овладел Шевкуновкой (Щелкунов). Остальными подразделениями на северной окраине Белокуракино отразил две контратаки противника силою до батальона с направления Павловка. 537-й сп одним батальоном прикрывал Макартетино с севера, остальными силами в районе Белокуракино.
- 23 января 1943 года — 172-я сд закреплялась в прежних районах, вела разведку в направлении Маньковка. 388-й сп во взаимодействии с ТБР 3-го ТК овладел Павловкой, к исходу дня отразив контратаку противнка с направления Курячевки, вел бой на северной окраине Павловки. 350-я сд, овладев Дорошков, Бол. и Мал. Должик, Синельников, Александрополь, Ново-Андреевка, продолжала наступление в направлении ст. Солидарное (Солидарная). 51-я ТБР одним танковым батальоном с утра ворвалась на ст. Солидарное (Солидарная), где разгромила 2 эшелона с пехотой противника, подбила бронепоезд, сожгла гараж с автомашинами, разбила 2 паровоза. Не обошлось без потерь и с нашей стороны: батальон потерял 2 танка сгоревшими и 5 подбитыми. Имея перед собой превосходящие силы (в район станции подошли 18 немецких танков), батальон стал отходить в район Перепечаево, при этом разгромил до батальона мотопехоты и до дивизиона артиллерии противника на дороге Лозно-Александровка и до двух дивизионов артиллерии на дороге совхоз «Красноармеец» — ст. Солидарное (Солидарная).
- 24 января 1943 года — 172-я сд заняла Лавровку, Киселевку, Бунчуковку. 267-я сд вышла в район Шапаровка (Шапарское) — Алексеевка — Нещеретово (Нещеретовка).
- 25 января 1943 года — 172-я сд вышла на рубеж Плахо-Петровка — Раевка — Маньковка. 267-я сд вышла на рубеж Грицаевка — Струновка — Гайдуковка.

Таким образом, к 26 января 1943 г. войска 6-й армии завершили выполнение задачи наступления и вышли на поставленные рубежи. Победа далась нелегко, о чём свидетельствуют цифры: в 350-й стрелковой дивизии на начало наступления насчитывалось 6 669 чел., на 25 января — 5 998; в 172-й стрелковой дивизии соответствующие цифры выглядели как 5 574 чел. и 5 259 чел.

### Независимая Украина
17 июля 2020 года в результате административно-территориальной реформы район был упразднён, а его территория была передана в состав Сватовского района.

### Российско-украинская война
В марте 2022 года территория упразднённого района была оккупирована российскими войсками, и в связи с этим Белокуракинский район был восстановлен в составе подконтрольной России ЛНР.

## Административно-территориальное устройство

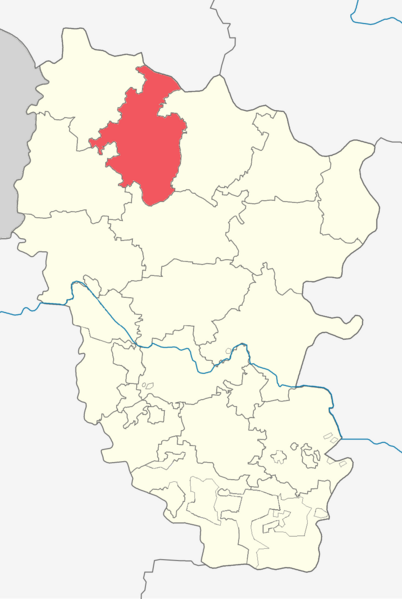
Белокуракинский район на карте.

В Белокуракинский район входят 52 населённых пункта, в том числе:
- 2 посёлка городского типа и
- 50 сельских населённых пунктов, среди которых 1 посёлок и 49 сёл:

| №  | Населённый пункт    | Тип     | Население 1989 (чел.) | Население 2001 (чел.) |
| -- | ------------------- | ------- | --------------------- | --------------------- |
| 1  | Белокуракино        | пгт     | 8220                  | 7969                  |
| 2  | Лозно-Александровка | пгт     | 1460                  | 1181                  |
| 3  | Александрополь      | село    | 473                   | 463                   |
| 4  | Алексаполь          | село    | 230                   | 223                   |
| 5  | Алексеевка          | село    | 758                   | 707                   |
| 6  | Бунчуковка          | село    | 470                   | 413                   |
| 7  | Гладково            | село    | 290                   | 255                   |
| 8  | Грицаевка           | село    | 195                   | 138                   |
| 9  | Демьяновка          | село    | 402                   | 398                   |
| 10 | Заводянка           | село    | 194                   | 154                   |
| 11 | Заиковка            | село    | 329                   | 259                   |
| 12 | Калинова Балка      | село    | 53                    | 54                    |
| 13 | Калиновское         | село    | 47                    | 33                    |
| 14 | Картамышево         | село    | 15                    | 5                     |
| 15 | Климовка            | село    | 4                     | 1                     |
| 16 | Конопляновка        | село    | 411                   | 382                   |
| 17 | Кочино-Распасеевка  | село    | 109                   | 77                    |
| 18 | Куплеватое          | село    | 174                   | 149                   |
| 19 | Курячовка           | село    | 738                   | 653                   |
| 20 | Лизино              | село    | 533                   | 521                   |
| 21 | Лозное              | село    | 117                   | 74                    |
| 22 | Лубянка             | село    | 540                   | 494                   |
| 23 | Ляшковка            | село    | 94                    | 76                    |
| 24 | Маньковка           | село    | 165                   | 151                   |
| 25 | Нещеретово          | село    | 1177                  | 1200                  |
| 26 | Николаевка          | село    | 35                    | 5                     |
| 27 | Новоандреевка       | село    | 106                   | 82                    |
| 28 | Новопокровка        | село    | 20                    | 11                    |
| 29 | Нянчино             | село    | 203                   | 198                   |
| 30 | Осыково             | село    | 65                    | 61                    |
| 31 | Павловка            | село    | 1245                  | 1160                  |
| 32 | Паньковка           | село    | 605                   | 599                   |
| 33 | Петровка            | село    | 190                   | 135                   |
| 34 | Плахо-Петровка      | село    | 329                   | 299                   |
| 35 | Попасное            | село    | 87                    | 90                    |
| 36 | Поповка             | село    | 314                   | 342                   |
| 37 | Приходьковка        | село    | 24                    | 16                    |
| 38 | Просторное          | село    | 768                   | 695                   |
| 39 | Романовка           | село    | 151                   | 153                   |
| 40 | Рудово              | село    | 87                    | 48                    |
| 41 | Светленькое         | село    | 86                    | 84                    |
| 42 | Солидарное          | село    | 789                   | 706                   |
| 43 | Стативчино          | село    | 177                   | 156                   |
| 44 | Тимошино            | село    | 405                   | 351                   |
| 45 | Фоменково Второе    | село    | 43                    | 15                    |
| 46 | Фоменково Первое    | село    | 328                   | 249                   |
| 47 | Целуйково           | село    | 479                   | 402                   |
| 48 | Чабаново            | село    | 109                   | 74                    |
| 49 | Червоноармейское    | посёлок | 677                   | 574                   |
| 50 | Шапаровка           | село    | 521                   | 481                   |
| 51 | Шаровка             | село    | 561                   | 572                   |
| 52 | Шовкуновка          | село    | 322                   | 319                   |

| Совет                            | Председатель                       | Число депутатов | Населённый пункт         | Бывшее название / Дата основания                                                                            | Координаты (широта-Y/ долгота-X) | Физическое расстояние до Белокуракино, км | Почтовый индекс | Река    | Площадь (тыс. м²) | Население (тыс. чел.) | Плотность населения (чел./кв. км) |
| -------------------------------- | ---------------------------------- | --------------- | ------------------------ | --- | -------------------------------- | ----------------------------------------- | --------------- | ------- | ----------------- | --------------------- | --------------------------------- |
| Белокуракинский поселковый       | Сирык Сергей Иванович              | 31              | пгт. Белокуракино        | с. Белокуракино — 1700 г., пгт. Белокуракино — 1954 г.                                                      | 49.5272° / 38,7365°              | 0                                         | 92200-92207     | Белая   | 134158            | 7,969                 | 59,4                              |
| Лозно-Александровский поселковый | Пороценко Ирина Петровна           | 16              | с. Алексаполь            | х. Алексаполь — 1758 г., с. Алексаполь — 1950 г.                                                            | 49.8521° / 38,7511°              | 36.1                                      | 92211           | Лозная  | 960               | 0,223                 | 232,29                            |
| Лозно-Александровский поселковый | Пороценко Ирина Петровна           | 16              | пгт. Лозно-Александровка | с. Лозно-Александровка — 1705 г., пгт. Лозно-Александровка — 1964 г.                                        | 49.8374° / 38,7424°              | 34.4                                      | 92211           | Лозная  | 5950              | 1,181                 | 198,49                            |
| Лозно-Александровский поселковый | Пороценко Ирина Петровна           | 16              | с. Петровка              | 1758 г. | 49.8686° / 38,8047°              | 38.2                                      | 92211           | Лозная  | 880               | 0,135                 | 153,419                           |
| Александропольский сельский      | Коюда Сергей Николаевич            | 16              | с. Александрополь        | 1763 г. | 49.6916° / 38,8492°              | 19.9                                      | 92220           | -       | 4596              | 0,463                 | 100,74                            |
| Александропольский сельский      | Коюда Сергей Николаевич            | 16              | с. Климовка              | х. Климовка — 1795 г., с. Климовка — 1947 г.                                                                | 49.6465° / 38,9316°              | 19.2                                      | 92221           | -       | 320               | 0,001                 | 3,130                             |
| Александропольский сельский      | Коюда Сергей Николаевич            | 16              | с. Ляшковка              | х. Ляшковка — 18в., с. Ляшковка — 1947 г.                                                                   | 49.6849° / 38,8928°              | 20.8                                      | 92220           | -       | 469               | 0,076                 | 162,050                           |
| Александропольский сельский      | Коюда Сергей Николаевич            | 16              | с. Приходьковка          | х. Приходьковка — 1745 г., с. Приходьковка — 1947 г.                                                        | 49.6254° / 38,9099°              | 16.5                                      | 92221           | -       | 1000              | 0,016                 | 16,000                            |
| Александропольский сельский      | Коюда Сергей Николаевич            | 16              | с. Романовка             | 1793 г. | 49.6693° / 38,9340°              | 21.2                                      | 92221           | -       | 1959              | 0,153                 | 78,100                            |
| Алексеевский сельский            | Носуля Виктор Максимович           | 16              | с. Алексеевка            | 1663 г. | 49.4214° / 38,7710°              | 12                                        | 92242           | Белая   | 4113              | 0,707                 | 171,890                           |
| Алексеевский сельский            | Носуля Виктор Максимович           | 16              | с. Заиковка              | 1659 г. | 49.4580° / 38,7659°              | 7.9                                       | 92243           | Белая   | 3870              | 0,259                 | 66,930                            |
| Алексеевский сельский            | Носуля Виктор Максимович           | 16              | с. Лубянка               | 1686 г. | 49.4817° / 38,7710°              | 5.6                                       | 92243           | Белая   | 2417              | 0,494                 | 204,390                           |
| Бунчуковский сельский            | Щербакова Валентина Анатольевна    | 12              | с. Бунчуковка            | 1600 г. | 49.4820° / 38,6452°              | 8.2                                       | 92241           | Козынка | 1879              | 0,413                 | 219,800                           |
| Бунчуковский сельский            | Щербакова Валентина Анатольевна    | 12              | с. Грицаевка             | 1600 г. | 49.4340° / 38,6080°              | 13.8                                      | 92241           | -       | 1234              | 0,138                 | 111,830                           |
| Демьяновский сельский            | Панченко Сергей Александрович      | 15              | с. Демьяновка            | 1700 г. | 49.5270° / 38,5642°              | 12.3                                      | 92240           | Боровая | 935               | 0,398                 | 425,670                           |
| Демьяновский сельский            | Панченко Сергей Александрович      | 15              | с. Конопляновка          | х. Коноплянка — 1600 г., с. Конопляновка — 1952 г.                                                          | 49.5045° / 38,5290°              | 15                                        | 92240           | Боровая | 848               | 0,382                 | 450,470                           |
| Демьяновский сельский            | Панченко Сергей Александрович      | 15              | с. Шовкуновка            | 1700 г. | 49.5416° / 38,5718°              | 11.9                                      | 92240           | -       | 593               | 0,319                 | 537,940                           |
| Курячевский сельский             | Пономаренко Виктория Александровна | 16              | с. Курячевка             | 1789 г. | 49.6475° / 38,6919°              | 13.7                                      | 92232           | Белая   | 3307              | 0,653                 | 197,460                           |
| Курячевский сельский             | Пономаренко Виктория Александровна | 16              | с. Поповка               | х. Поповка — 18в., с. Поповка — 1947 г.                                                                     | 49.6103° / 38,5857°              | 14.2                                      | 92232           | -       | 833               | 0,342                 | 410,560                           |
| Курячевский сельский             | Пономаренко Виктория Александровна | 16              | с. Рудово                | с. Рудовка — 1791 г., с. Рудово — 1947 г.                                                                   | 49.6278° / 38,6257°              | 13.7                                      | 92232           | -       | 900               | 0,048                 | 53,330                            |
| Курячевский сельский             | Пономаренко Виктория Александровна | 16              | с. Фоменково Первое      | х. Фоменков Первый — 18в., с. Фоменково Первое — 1947 г.                                                    | 49.6700° / 38,6920°              | 16.1                                      | 92232           | Белая   | 2878              | 0,249                 | 86,520                            |
| Лизинский сельский               | Коваленко Ирина Владимировна       | 12              | с. Лизино                | 1765 г. | 49.5330° / 38,8437°              | 7.7                                       | 92250           | Козынка | 3180              | 0,521                 | 163,840                           |
| Лизинский сельский               | Коваленко Ирина Владимировна       | 12              | с. Шапаровка             | 1756 г. | 49.4953° / 38,8524°              | 9                                         | 92251           | Козынка | 5940              | 0,481                 | 80,980                            |
| Нещеретовский сельский           | Аполонова Ирина Ивановна           | 16              | с. Калиновское           | х. Африка — 1711 г., с. Калиновское — 1952 г.                                                               | 49.3814° / 38,8179°              | 17.6                                      | 92252           | Белая   | 74                | 0,054                 | 729,730                           |
| Нещеретовский сельский           | Аполонова Ирина Ивановна           | 16              | с. Нещеретово            | 1711 г. | 49.3969° / 38,8179°              | 15.6                                      | 92252           | Белая   | 45300             | 1,200                 | 26,490                            |
| Нещеретовский сельский           | Аполонова Ирина Ивановна           | 16              | с. Паньковка             | 1709 г. | 49.4451° / 38,8134°              | 10.6                                      | 92253           | Козынка | 22270             | 0,599                 | 26,900                            |
| Нещеретовский сельский           | Аполонова Ирина Ивановна           | 16              | с. Целуйково             | с. Целуйки — 1749 г., с. Целуйково — 1947 г.                                                                | 49.4640° / 38,8320°              | 9.3                                       | 92253           | Козынка | 55230             | 0,402                 | 7,280                             |
| Павловский сельский              | Вялый Виктор Васильевич            | 16              | с. Заводянка             | - | 49.6178° / 38,8152°              | 11.5                                      | 92223           | -       | 1418              | 0,154                 | 108,600                           |
| Павловский сельский              | Вялый Виктор Васильевич            | 16              | с. Павловка              | с. Тарабановка — 1686 г., с. Павловка — 1700 г.                                                             | 49.6070° / 38,7106°              | 9                                         | 92222           | Белая   | 4596              | 1,160                 | 252,390                           |
| Павловский сельский              | Вялый Виктор Васильевич            | 16              | с. Стативчино            | х. Стативчин, с. Стативчино — 1947 г.                                                                       | 49.5928° / 38,8157°              | 9.2                                       | 92223           | -       | 633               | 0,156                 | 246,450                           |
| Павловский сельский              | Вялый Виктор Васильевич            | 16              | с. Фоменково Второе      | х. Фоменков Второй, с. Фоменково Второе — 1947 г.                                                           | 49.6480° / 38,8157°              | 14.5                                      | 92223           | -       | 501               | 0,015                 | 29,940                            |
| Просторовский сельский           | Скоба Иван Андреевич               | 16              | с. Картамышево           | 1947 г. | 49.6417° / 38,5154°              | 20.3                                      | 92230           | -       | 110               | 0,005                 | 45,450                            |
| Просторовский сельский           | Скоба Иван Андреевич               | 16              | с. Маньковка             | 1700 г. | 49.5577° / 38,4669°              | 19.6                                      | 92231           | -       | 1437              | 0,151                 | 105,080                           |
| Просторовский сельский           | Скоба Иван Андреевич               | 16              | с. Плахо-Петровка        | 1770 г. | 49.6237° / 38,4954°              | 20.3                                      | 92231           | -       | 3567              | 0,299                 | 83,820                            |
| Просторовский сельский           | Скоба Иван Андреевич               | 16              | с. Просторное            | с. Красное-Руно — 1929 г., с. Просторное — 1972 г.                                                          | 49.6475° / 38,4969°              | 21.7                                      | 92230           | -       | 3200              | 0,695                 | 217,190                           |
| Просторовский сельский           | Скоба Иван Андреевич               | 16              | с. Светленькое           | с. Шапаровка — 1770 г., с. Светленькое — 1972 г.                                                            | 49.6115° / 38,5182°              | 18.2                                      | 92231           | -       | 580               | 0,084                 | 144,830                           |
| Солидарновский сельский          | Стадников Александр Иванович       | 12              | с. Солидарное            | - | 49.7862° / 38,6105°              | 30.1                                      | 92213           | -       | -                 | 0,706                 | -                                 |
| Тимошинский сельский             | Лысенко Иван Григорьевич           | 15              | с. Куплеватое            | - | 49.7251° / 38,7638°              | 22                                        | 92215           | -       | 800               | 0,149                 | 186,250                           |
| Тимошинский сельский             | Лысенко Иван Григорьевич           | 15              | с. Новоандреевка         | пос. Ново-Андреевка, с. Новоандреевка — 1947 г.                                                             | 49.7023° / 38,7745°              | 19.6                                      | 92215           | -       | 1290              | 0,082                 | 63,570                            |
| Тимошинский сельский             | Лысенко Иван Григорьевич           | 15              | с. Осыково               | х. Осыково, с. Осыково — 1947 г.                                                                            | 49.7474° / 38,6372°              | 25.4                                      | 92214           | -       | 1380              | 0,061                 | 44,200                            |
| Тимошинский сельский             | Лысенко Иван Григорьевич           | 15              | с. Тимошино              | пос. Тимошино, с. Тимошино — 1947 г.                                                                        | 49.6760° / 38,8028°              | 17.2                                      | 92215           | -       | 3180              | 0,351                 | 110,380                           |
| Тимошинский сельский             | Лысенко Иван Григорьевич           | 15              | с. Чабаново              | пос. Чабановка, с. Чабаново — 1947 г.                                                                       | 49.7258° / 38,6883°              | 22.3                                      | 92212           | -       | 960               | 0,074                 | 77,080                            |
| Червоноармейский сельский        | Сылкин Александр Иванович          | 14              | с. Гладково              | - | 49.7390° / 38,6050°              | 25.9                                      | 92214           | -       | 969               | 0,255                 | 263,160                           |
| Червоноармейский сельский        | Сылкин Александр Иванович          | 14              | с. Калинова Балка        | - | 49.7474° / 38,5683°              | 27.2                                      | 92214           | -       | 454               | 0,033                 | 72,690                            |
| Червоноармейский сельский        | Сылкин Александр Иванович          | 14              | с. Кочино-Распасеевка    | пос. Кочино-Распасеевка, с. Кочино-Распасеевка — 1947 г.                                                    | 49.7709° / 38,5920°              | 28.9                                      | 92213           | -       | 479               | 0,077                 | 160,750                           |
| Червоноармейский сельский        | Сылкин Александр Иванович          | 14              | с. Николаевка            | - | 49.7093° / 38,5759°              | 23.2                                      | 92214           | -       | 372               | 0,005                 | 13,440                            |
| Червоноармейский сельский        | Сылкин Александр Иванович          | 14              | с. Новопокровка          | пос. Ново-Покровка, с. Новопокровка 1947 г.                                                                 | 49.7551° / 38,7760°              | 25.4                                      | 92212           | -       | 168               | 0,011                 | 65,480                            |
| Червоноармейский сельский        | Сылкин Александр Иванович          | 14              | с. Нянчино               | пос. Нянчино, с. Нянчино — 1947 г.                                                                          | 49.7618° / 38,7080°              | 26.1                                      | 92212           | -       | 780               | 0,198                 | 253,850                           |
| Червоноармейский сельский        | Сылкин Александр Иванович          | 14              | с. Попасное              | пос. Попасное, с. Попасное — 1947 р.                                                                        | 49.7783° / 38,7350°              | 27.9                                      | 92212           | -       | 373               | 0,090                 | 241,290                           |
| Червоноармейский сельский        | Сылкин Александр Иванович          | 14              | пос. Мирное              | с. Стукалово — 1909 г., пос. Красноармейское — 1930 г., пос. Червоноармейское — 1947 г. пос. Мирное — 2016г | 49.7800° / 38,7087°              | 28.1                                      | 92212           | -       | 1497              | 0,574                 | 383,430                           |
| Шаровский сельский               | Пиднебенный Александр Пантелеевич  | 15              | с. Лозное                | 1780 г. | 49.8650° / 38,8256°              | 38                                        | 92210           | Лозная  | 1491              | 0,074                 | 49,630                            |
| Шаровский сельский               | Пиднебенный Александр Пантелеевич  | 15              | с. Шаровка               | 1780 г. | 49.8489° / 38,9008°              | 37.6                                      | 92210           | Айдар   | 3919              | 0,572                 | 145,960                           |

## Население
Численность населения Белокуракинского района составляет 18595 человек (2019 год) городское: 7400 человек; сельское: 11195 человек.
| Год переписи: | 2001              | 2001    | 2001    | 1989              | 1989    | 1989    | 1979              | 1979    | 1979    | 1970              | 1970    | 1970    | 1959              | 1959    | 1959    |
| ------------- | ----------------- | ------- | ------- | ----------------- | ------- | ------- | ----------------- | ------- | ------- | ----------------- | ------- | ------- | ----------------- | ------- | ------- |
| Пол:          | Мужчины и женщины | Мужчины | Женщины | Мужчины и женщины | Мужчины | Женщины | Мужчины и женщины | Мужчины | Женщины | Мужчины и женщины | Мужчины | Женщины | Мужчины и женщины | Мужчины | Женщины |
| Всего:        | 23,8              | 11,2    | 12,6    | 26,1              | 12,0    | 14,1    | 29,6              | 13,2    | 16,4    | 32,9              | 14,3    | 18,6    | 23,2              | 9,9     | 13,3    |
| Городское:    | 9,6               | -       | -       | 9,9               | -       | -       | 10,0              | 4,5     | 5,5     | 9,2               | 3,9     | 5,3     | 5,5               | 2,3     | 3,2     |
| Сельское:     | 14,2              | -       | -       | 16,2              | -       | -       | 19,6              | 8,7     | 10,9    | 23,7              | 10,4    | 13,3    | 17,7              | 7,6     | 10,1    |

## Экономика
Белокуракинский район относится к сельскохозяйственным. Основу товаропроизводственного комплекса района составляет 124 предприятия различных сфер и форм собственности. Производственная специализация района-производство зерновых и технических культур. В районе действует 54 малых предприятия. Основные отрасли пищевой промышленности: молокоперерабатывающая, мясная, консервная, плодоовощная, хлебопекарная и др. размер среднестатистической месячной заработной платы на начало 2007 года составлял 659 грн (130,5$). С учётом инфляции — это 17387 российских рублей.
Крупнейшие промышленные предприятия:
- ОАО «Белокуракинский элеватор», пгт Белокуракино, около 50 работающих (хранение зерновых и масличных культур, хранение круп, транспортные и складские услуги).
- ООО «Белокуракинский молокозавод», пгт Белокуракино, около 20 работающих (производство молока, молочных продуктов, сыра). Производство перенесено в Старобельск, цех преобразован в молокозаготовительный.
- ЧП «Белокуракинехлибпром» (Белокуракинская хлебопекарня), пгт Белокуракино, около 40 работающих.

В районе с 2005 года налажено полноценное сотрудничество с Украинским фондом социальных инвестиций. Уже на начало 2007 года действовали 11 совместный проектов общей стоимостью 4 млн 85 тыс. грн: очистка осушительных каналов в пойме реки Белой, реставрация спортивного зала Курячевской средней школы, обновление сельских водопроводов, ремонт Красноармейского детского сада и другие.

### Агропромышленный комплекс
В районе действуют агрофирмы и 67 фермерских хозяйств, в распоряжении которых 104,7 тыс. га сельских земель. Удельный вес которых составляет менее 10 % общей площади сельскохозяйственных угодий. 1018 личных подсобных хозяйств владеют в общей сложности 6594 га пашни. По итогам 2010 года в агропромышленном комплексе объём производства валовой продукции по сравнению с 2009 годом по всем категориям хозяйств уменьшился на 18 % (14,5 млн грн) и составил 66,1 млн грн.

### Растениеводство
Общая площадь сельскохозяйственных угодий составляет более 85 % площади района. Из них более 65 % — пашня, 25 % — пастбища. Основные культуры-озимая пшеница, кукуруза, ячмень, просо, подсолнечник, развитое садоводство. По итогам 2010 года спад объёма производства валовой продукции по сравнению с 2009 годом в растениеводстве составил 11,5 %. По состоянию на середину 2000-х годов валовой сбор и средняя урожайность культур по району составляла:
- зерновые в целом — 50-90 тыс. тонн (6-9 % общеобластного вала), со средней урожайностью 19-24 цнт / га;
- озимая пшеница — 30-40 тыс. тонн (6-9 % общеобластного вала), со средней урожайностью 25-29 цнт / га;
- кукуруза — 2-5 тыс. тонн (4-9 % общеобластного вала), со средней урожайностью 15-20 цнт / га;
- подсолнечник — 10-20 тыс. тонн (6-9 % общеобластного вала), со средней урожайностью 8-10 цнт / га;
- овощные культуры — менее 5 тыс. тонн (менее 5 % общеобластного вала), со средней урожайностью 100—120 цнт/га[6].

### Животноводство
В животноводстве основную роль играет мясомолочное животноводство и свиноводство, возрождается птицеводство, расширенное пчеловодство. По итогам 2010 года спад объёма производства валовой продукции по сравнению с 2009 годом в животноводстве составил 17 %. Поголовье крупного рогатого скота в предприятиях уменьшилось на 16,6 % и составило 3402 голов, в том числе коров 1561 голов. Поголовье крупного рогатого скота у населения уменьшилось на 5 % и составило 4275 голов, из них коров — 2349 голов. Поголовье свиней уменьшилось на 18,8 % и составило 5053 головы. В целом поголовье крупного рогатого скота, свиней, овцев, коз и птицы в подсобных хозяйствах местного населения превышает такое поголовье предприятий района. По состоянию на конец 2015 года поголовье КРС на с/х предприятиях Белокуракинского района составило около 400 голов и продолжает уменьшаться. По состоянию на 2020 год единственным сельхозпредприятием, занимающимся выращиванием КРС в Белокуракинском районе является СООО «Заря», С. Демьяновка (руководитель — Медведенко М. Г.).
Крупнейшие агропромышленные предприятия:
- СООО МТС «Альянс», пгт Белокуракино, около 240 работающих (выращивание зерновых и технических культур, изготовление мяса, смеси для кормления животных, молоко, подсолнечное масло и др.).
- СООО «Рассвет», пгт Белокуракино, около 50 работающих (выращивание зерновых, технических культур, производство мяса, смеси для кормления животных).
- СООО «Виктория», село Нещеретовое, около 300 работающих (изготовление мяса, масла, муки, круп, смеси для кормления животных и др.).
- СООО Агрофирма «Заря», село Целуйково, около 290 работающих (изготовление мяса, смеси для кормления животных, шерсти, хлебобулочные изделия и др.).
- СООО «Заря», село Демьяновка, около 140 работающих (выращивание зерновых и технических культур, изготовление мяса, смеси для кормления животных, молоко и др.).
- ГП Агропромышленная компания «УкрАгроСтар», село Просторное, около 100 работающих (выращивание зерновых и технических культур, изготовление мяса, смеси для кормления животных).
- СООО «Украина», село Бунчуковка, около 80 работающих (выращивание зерновых, технических культур, производство молока и мяса, смеси для кормления травин).
- СООО «прогресс», село Лизино, около 70 работающих (выращивание зерновых, технических культур, производство молока и мяса);
- СООО «Раздольное», село Курячевка, около 70 работающих (выращивание зерновых, технических культур, производство мяса, смеси для кормления животных).
- СООО «Калиновское», село Гладковое, около 30 работающих (выращивание зерновых и технических культур).
- ОАО «Белокуракинский», село Поповка, около 30 работающих (выращивание зерновых и технических культур, переработка и консервация фруктов, ягод, овощей).

### Безработица
В 2006 году на учёте в районном Центре занятости «состояло 1355 безработных, что меньше, чем в 2005 году на 5,2 %». Но «уровень безработицы за 2006 год составил 10 %; в 2005 году уровень безработицы составлял 9,5 процента». В 2005 году здесь насчитывалось 15 тыс. человек трудоспособного населения, а уже год спустя (в 2006 г.) — около 13,5 тысяч. За год численность трудоспособного населения сократилась на 1,5 тыс. человек.

## Транспорт
Районный центр соединён с областным центром железной дорогой (расстояние 151 км), участок Кондрашевская-Новая — Лантратовка, и шоссейными дорогами (128 км). Через районный центр пролегает асфальтированный путь из Сватово до Новопскова.
Через территорию Белокуракинского района в советское время была проложена ветка газопровода из Оренбурга в Кременчуг.

## Образование и наука
На территории района находятся Аграрный лицей (бывшее ПТУ), расположенный в с. Паньковка, 25 общеобразовательных школ, 2 внешкольных и 6 дошкольных учреждений.
Сеть учреждений культуры Белокуракинского района составляют 31 клуб, 23 библиотеки, 1 школа искусств для детей и 1 краеведческий музей.
Здесь работают ансамбль народной песни «Золота Осінь», вокальный ансамбль «Хорошее настроение», танцевальная группа «Грация», вокальная группа «Чарівниці».
Среди спортивных учреждений — спорткомплекс «Здоровье», 20 спортивных залов, 2 тира, 44 атлетических и 18 футбольных площадок.

## Здравоохранение
Медицинскую помощь предоставляют Центральная районная больница (основана в 1903 году), Лозно-Александровская участковая больница, поликлиника, водолечебница, 2 санитарных станции, 26 детских медицинских кабинетов, территориальный центр обслуживания для пенсионеров и людей с ограниченными способностями.
В 2010 году бюджетное финансирование медицины составило 11,5 млн грн. удельный вес расходов местных бюджетов на выплату заработной платы и оплату коммунальных платежей составляет 88,5 %. В 2011 году в рамках оптимизации медицинских учреждений на базе центральной районной больницы открыт Межрегиональный хирургический центр, уменьшено количество койко-мест на 20 единиц (по 5 единиц в терапевтическом, детском, инфекционном и гинекологическом отделениях).

## Культура

### Заповедники

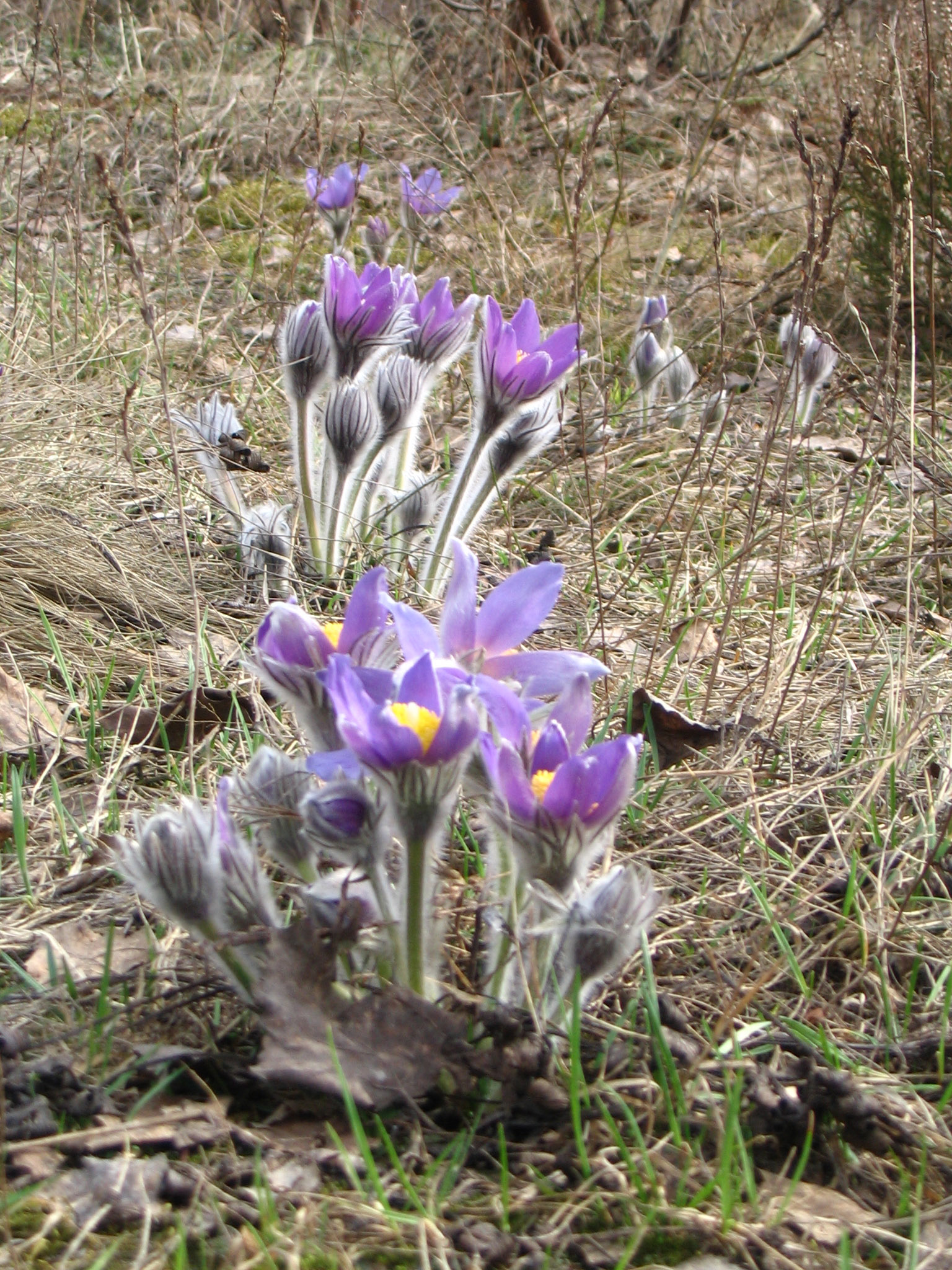
Сон-трава

Белокуракинский район богат памятниками природы местного значения. Это, прежде всего, ботанический заказник «Большая долина» площадью 6 гектаров, размещённый на землях Демьяновского сельсовета. На его территории растут редкие растения, занесённые в Красную книгу: пион узколистный, прострел чернеющий, сон-трава и т. д.
Поражают своей красотой такие естественные жемчужины, как: энтомологический заказник «Роздолянские пруды» площадью 50 гектаров, организованный с целью охраны мест пребывания насекомых-опылителей сельскохозяйственных культур, в том числе диких пчёл, и общезоологический заказник «Лесная жемчужина» общей площадью 3 174 гектара, который создан с целью сохранения уникального для юго-восточной части Украины ландшафта: пойменно-террасные участки, целинная степь, искусственные водоёмы, болота, представители растительного и животного мира. Красота местного ландшафта сохраняется также в ландшафтном заказнике «Самсоновская заводь», расположенном на площади 310 гектаров.

### Музей
В 2001 году открыт историко-краеведческий музей. Здание музея имеет архитектурно привлекательный вид. Небольшое помещение музея оригинально оформлено. Три зала заведения окрашены в разные цвета: в зелёном размещена экспозиция, посвященная природе, давнему быту и обычаям родного края, в коричневом — материалы о гражданской и Второй мировой войне, годы восстановления, в голубом — о современной истории. Музей — центр культурной жизни района. Здесь организуют выставки изделий, изготовленных местными умельцами, в частности мягкой игрушки и вышивки. Одна из достопримечательностей музея — народный мастер Луганщины, Александра Михайловна Письменная. Она лучше других знает, что такое, например, «царські рушники», потому что сама их и изготовляет. На них обязательно должны быть райские птицы и много специальных мелких узоров.

### Воронцова слобода
В Белокуракино 19 мая ежегодно проходит Международный музыкальный фестиваль патриотической песни и поэзии «Воронцова слобода», куда съезжаются коллективы из разных регионов Украины, России и Белоруссии. Название ведёт от редкого и занесённого в Красную книгу цветка — воронец (пион тонколистный), который произрастает в Белокуракинском районе в больших количествах. В Красной книге пион тонколистный имеет статус редкого вида.

## Физкультура и спорт
Спортивный потенциал района: спорткомплекс «здоровье», 20 спортивных залов, 2 тира, 44 атлетических и 18 футбольных площадок. В 2019 году в Белокуракино на СК «Здоровье» было обустроено мини-футбольное поле с искусственным покрытием. По состоянию на 2020 год при Белокуракинской ДЮСШ работает и активно развивается спортивная секция женского футбола.
Женская футбольная команда «Кобра», тренером которой является Анатолий Кривуля, постоянно участвует в спортивных соревнованиях разного уровня. 15 июля 2024 года ЖФК заняла 2-е место в Кубке Регионов, который проходил в Москве.